# Bhonsle
Els Bhonsle (també Bhonsla) foren una família reial maratha, d'origen compartit amb els Chatrapati (la branca de Shivaji). Per la seva història vegeu Nagpur i la biografia de cada sobirà.

## Llista de sobirans
- Raghuji I 1734-1755
- Janoji 1755-1772
- Sabaji 1772-1773 (pretendent 1774-1775)
  - Mudhoji I, regent 1772-1788
- Raghuji II 1773-1816
- Parsoji o Parasoji "Bala Sahib Parsharam" 1816-1817
  - Baka Bai, rani regent març a abril de 1816
- Mudhoji II "Appa Sahib" 1817-1818 (regent abril a febrer de 1817)
- Raghuji III 1818-1853
- Janoji II (adoptat), nominal 1853-1854, no reconegut. El títol fou reconegut el 1861. Va morir el 1881.